# Blowout (livro)
Blowout: Corrupted Democracy, Rogue State Russia, and the Richest, Most Destructive Industry on Earth é um livro de não ficção publicado em 2019 pela jornalista estadunidense Rachel Maddow. Publicada pela editora Crown [en] em 1º de outubro de 2019, o segundo livro de Maddow trata da corrupção na indústria petroleira e a interferência russa na eleição presidencial nos Estados Unidos em 2016.
O livro estreou em primeiro lugar na lista dos mais vendidos do jornal The New York Times. A edição em audiolivro recebeu o prêmio Grammy de Melhor Gravação de Audiolivro, Narração e Contação de Histórias [en] no Grammy Awards de 2021.

## Publicação
Blowout foi publicado pela primeira vez em capa dura pela Crown [en], uma marca da Random House, em 1º de outubro de 2019. O livro também foi publicado em brochura em 15 de outubro de 2019, pela Random House Large Print.
O livro estreou em primeiro lugar na lista combinada de livros mais vendidos do gênero não ficção nas edições impressa e digital do jornal The New York Times e na lista de mais vendido de não ficção em livros impressos em capa dura da edição de 20 de outubro de 2019 do The New York Times Book Review [en].

## Recepção
A revista literária Kirkus Reviews [en] elogiou o livro, chamando-o de “um exercício densamente argumentado de conexão de pontos".
Por outro lado, a revista Publishers Weekly fez uma análise mista do livro, afirmando: "o resultado confuso nem sempre sustenta sua descrição do petróleo e gás como uma 'indústria singularmente destrutiva' que 'praticamente domina' os governos; seu relato fascinante sobre as artimanhas de Putin trata, na verdade, de um governo vampírico que vitimiza a indústria do petróleo (e inclui uma ligação pouco convincente com as teorias de conluio entre Trump e a Rússia). O instigante, porém inconsistente, exposé de Maddow demoniza mais do que analisa".
Escrevendo para o The New York Times Book Review [en], o jornalista Fareed Zakaria fez uma avaliação mista do livro, elogiando sua análise do setor de combustíveis fósseis, mas criticando-o por não ser “radical em suas conclusões” e não oferecer “um caminho para sair da escuridão”.
Carol Haggas, da Booklist, avaliou o livro como 'excelente', escrevendo: “Maddow traz sua intuição de laser e sua percepção aguçada e astuta para a empresa petrolífera internacional, essa fortaleza da economia global e o nexo sombrio do comércio e da política”.
Especialista em Rússia e União Soviética, a jornalista Jill Dougherty [en], escreveu para o The Washington Post, onde fez uma crítica desfavorável ao livro, escrevendo que ele “parece os monólogos de Maddow na MSNBC, acumulando indignação em cima de indignação, salpicado de comentários sem fôlego alertando sobre o Armagedom”.
O escritor e jornalista David M. Shribman [en], do The Boston Globe, fez uma avaliação positiva do livro, escrevendo: “Maddow constrói um caso de corrupção transcultural que é prejudicado apenas pela informalidade ocasional de sua prosa e por sua retórica às vezes distrativa e sábia”.
A revista semanal britânica, The Times Literary Supplement, realizou uma avaliação mista da publicação. Para a revista, a autora falhou em entregar o que promete: "infelizmente, ela faz isso sem nenhuma das anedotas pessoais das quais os memorialistas britânicos dependem para ancorar suas histórias e, portanto, produziu uma mistura de peixe e ave que carece tanto de narrativa quanto de ponto, embora tenha sido extravagantemente elogiada nas resenhas dos Estados Unidos".

### Prêmios
Em março de 2021, a versão em audiolivro de Blowout, gravada por Maddow, ganhou o prêmio Grammy de Melhor Gravação de Audiolivro, Narração e Contação de Histórias [en] no Grammy Awards de 2021, superando os audiolivros gravados pelo baixista do Red Hot Chili Peppers, Flea, dos jornalistas Ronan Farrow e Ken Jennings [en] e da atriz Meryl Streep.
| Ano  | Premiação     | Categoria                                                                      | Resultado | Ref.   |
| ---- | ------------- | ------------------------------------------------------------------------------ | --------- | ------ |
| 2021 | Grammy Awards | Grammy de Melhor Gravação de Audiolivro, Narração e Contação de Histórias [en] | Venceu    | [ 17 ] |